# 28丁目駅 (BMTブロードウェイ線)
28丁目駅（28ちょうめえき、英: 28th Street）はニューヨーク市地下鉄BMTブロードウェイ線の駅である。マンハッタン区ミッドタウンのブロードウェイと西28丁目の交差点に位置し、N系統が週末と深夜のみ、Q系統が深夜のみ、R系統が深夜を除く終日、W系統が平日のみ停車する。

## 駅構造
| G          | 地上階                         | 出入口 |
| P ホーム階 | 相対式ホーム、右側の扉が開く。 | 相対式ホーム、右側の扉が開く。 |
| P ホーム階 | 南行緩行線                     | ← 深夜帯・休日：シー・ビーチ線経由コニー・アイランド駅行き（23丁目駅） ← 深夜帯：ブライトン線経由コニー・アイランド駅行き（23丁目駅） ← ベイ・リッジ-95丁目駅行き（23丁目駅） ← 平日：ホワイトホール・ストリート駅行き（23丁目駅）                                                                 |
| P ホーム階 | 南行急行線                     | ← 平日：通過 ← 深夜帯以外：通過 |
| P ホーム階 | 北行急行線                     | → 平日：通過 → → 深夜帯以外：通過 → |
| P ホーム階 | 北行緩行線                     | → 深夜帯・休日：アストリア-ディトマース・ブールバード駅行き（34丁目-ヘラルド・スクエア駅）→ 深夜帯：96丁目駅行き（34丁目-ヘラルド・スクエア駅）→ フォレスト・ヒルズ-71番街駅行き（34丁目-ヘラルド・スクエア駅）→ 平日：アストリア-ディトマース・ブールバード駅行き（34丁目-ヘラルド・スクエア駅）→ |
| P ホーム階 | 相対式ホーム、右側の扉が開く。 | |

駅は1918年1月5日に緩行線2線と急行線2線、相対式ホーム2面を有した2面4線の地下駅として開業した。中央の急行線にホームは無く、平日にN系統が、深夜帯を除く終日にQ系統が通過する。
駅は2度改装されており、1度目は1970年代に老朽化したタイルの張り替えを、2度目は2001年に行われており1970年代の改装時に張り替えられたタイルを一旦取り除き、駅開業時のオリジナルのタイルや案内看板などが復元された。また、2002年にはマーク・ハッジパテラスにより作成されたモザイクアート、『City Dwellers』が飾られた。

### 出口
当駅には改札階が無く、改札口は両ホーム中央にあり、ホーム間連絡通路はない。どちらにも回転式改札機、きっぷ売り場、地上への2つの階段がある。
- 階段1つ、ブロードウェイと西28丁目の交差点北東、北行ホーム接続[3]。
- 階段1つ、ブロードウェイと西28丁目の交差点南東、北行ホーム接続[3]。
- 階段1つ、ブロードウェイと西28丁目の交差点北西、南行ホーム接続[3]。
- 階段1つ、ブロードウェイと西28丁目の交差点南西、南行ホーム接続[3]。